# Skoll (Mond)
Skoll (auch Saturn XLVII) ist einer der kleineren äußeren Monde des Planeten Saturn.

## Entdeckung
Die Entdeckung von Skoll durch Scott S. Sheppard, David C. Jewitt, Jan Kleyna und Brian G. Marsden auf Aufnahmen vom 5. Januar bis zum 30. April 2006 wurde am 26. Juni 2006 bekannt gegeben. 

Skoll erhielt zunächst die vorläufige Bezeichnung S/2006 S 8. Im April 2007 wurde der Mond dann nach dem riesigen Wolf Skalli (auch Skoll), einem Sohn des Fenriswolfes und Zwillingsbruder des riesigen Wolfes Hati, aus der nordischen Mythologie benannt.

## Bahndaten
Skoll umkreist Saturn auf einer retrograden exzentrischen Bahn in rund 878 Tagen. Die Bahnexzentrizität beträgt 0,46, wobei die Bahn um 161° gegen Ekliptik geneigt ist.

## Aufbau und physikalische Daten
Skoll besitzt einen Durchmesser von etwa 6 km.

## Beobachtungen mit Raumsonden
Am 9. und 10. November 2013 wurden durch die ISS-Kamera der Raumsonde Cassini über einen Zeitraum von 36,5 Stunden 252 Aufnahmen gewonnen, von denen aufgrund von starkem Regen und Wind in der Region um die Empfangsstation bei Canberra nur etwa 30 % empfangen werden konnten. Die Distanz zwischen Cassini und Skoll betrug 11,5 Millionen Kilometer; bei einem Phasenwinkel von 42° erreichte der Saturnmond eine Helligkeit von 15,5 mag. Eine weitere Beobachtung von etwa 30 Stunden Dauer erfolgte am 22. Februar 2016; mit diesen Daten konnte die Rotationsperiode dann sicher bestimmt werden. Von der Erde aus ist Skoll bei einer Helligkeit von 24,5 mag etwa 4000× dunkler und nur mit großen Teleskopen beobachtbar.